# Come On to Me
Come On to Me är en låt av Paul McCartney, släppt på Capitol Records som en singel med dubbel A-sida tillsammans med låten I Don't Know, från albumet Egypt Station.

## Liveframträdanden

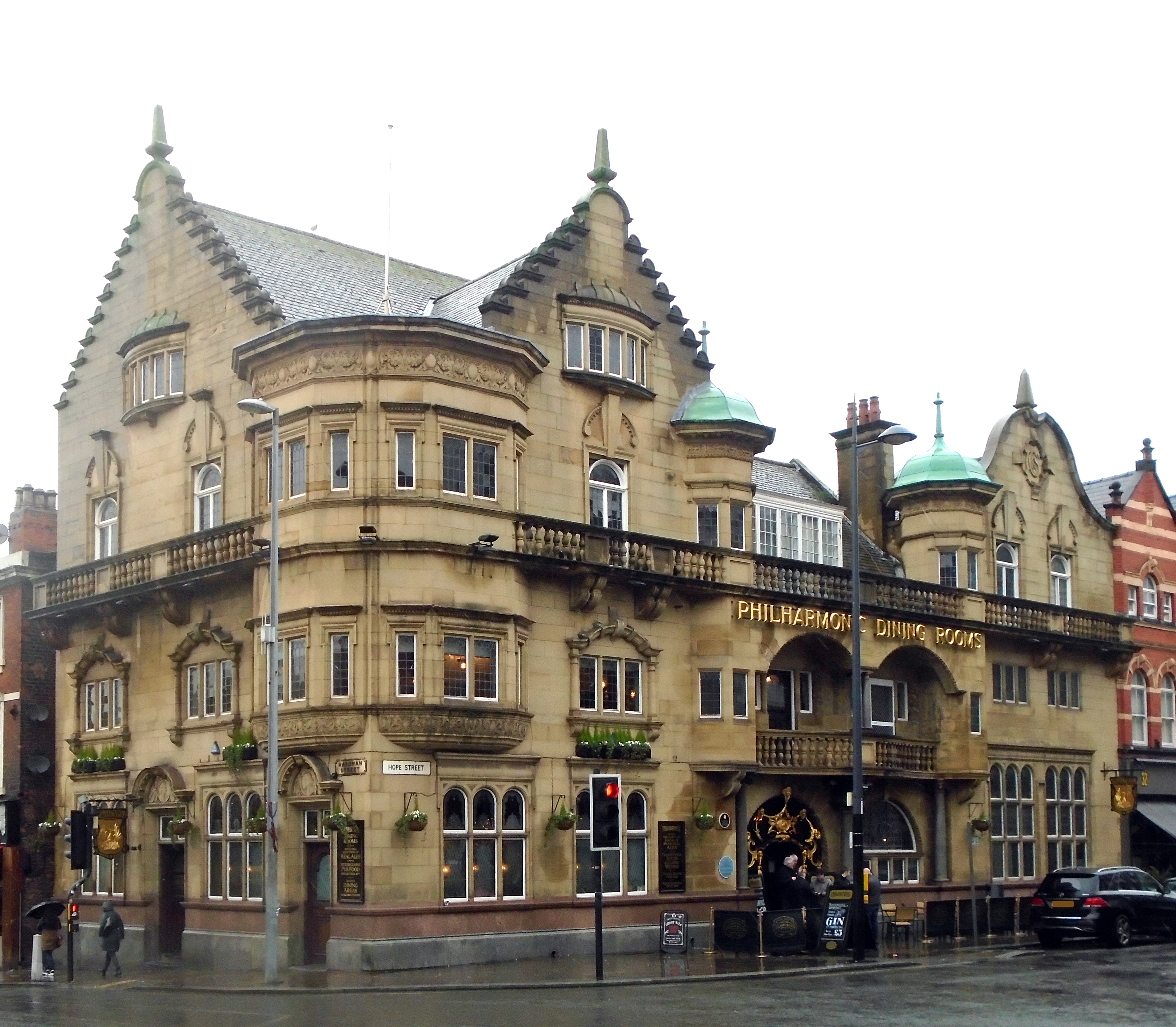
Philharmonic Dining Rooms, där låten spelades live för första gången.

McCartney spelade låten live för första gången den 9 juni 2018 på Philharmonic Dining Rooms i Liverpool, då han höll på att filma programdelen Carpool Karaoke för The Late Late Show with James Corden.

## Listplaceringar
| Lista (2018)                              | Högsta listposition |
| ----------------------------------------- | ------------------- |
| Frankrike (SNEP)                          | 147                 |
| Scotland (The Official Charts Company)    | 55                  |
| UK Download (The Official Charts Company) | 58                  |
| US Alternative Songs (Billboard)          | 13                  |